# Псилакис, Майкл
Майкл Г. Псила́кис (англ. Michael G. Psilakis; род. 9 ноября 1968, США) — американский ресторатор, шеф-повар и автор кулинарных книг, популяризатор греческой кухни. Владелец и управляющий нескольких известных ресторанов в Нью-Йорке. Является шеф-поваром-самоучкой (не оканчивал кулинарную школу), а также одним из двух шеф-поваров в мире, чей ресторан греческой кухни получил звезду Мишлен. Принимал участие в многочисленных телевизионных шоу, в том числе «Адская кухня», «Ultimate Recipe Showdown», «Iron Chef America», «The Best Thing I Ever Ate», «No Kitchen Required» и др., а также «Today», «Good Morning America», «Live with Kelly» и др. В 2009 году стал первым приглашённым шеф-поваром Белого дома в период президентства Барака Обамы, где 25 марта готовил на мероприятии по случаю ежегодного празднования Дня Независимости Греции. Неоднократно вёл совместный бизнес с Донателлой Арпайя. Лауреат многих самых высоких наград в области кулинарии.

## Биография
Родился 9 ноября 1968 года в США в семье греков Гаса и Георгии Псилакисов. В 1950 году оба родителя Майкла иммигрировали в США из Греции: отец из Ханьи (Крит), а мать из Каламаты (Пелопоннес). До начала учёбы в школе не говорил по-английски.
Получил степень бакалавра делового администрирования в области бухгалтерского учёта и финансов, как того хотел его отец, однако не стал работать по профессии.
Самой первой трудовой деятельностью Псилакиса была работа в магазине мороженого компании «Carvel», основателем которой является его земляк Том Карвел (Афанасиос Карвелас).
После окончания колледжа работал официантом в ресторане «T.G.I. Friday’s». Позднее прошёл карьерный путь в траттории «Café Angelica» на Лонг-Айленде.
В 2001—2004 годах управлял «Ecco» (бывшая траттория «Café Angelica»). В этот период начал готовить, раскрыв свой поварской талант. Тогда же «Ecco» получил две звезды в рейтинге журнала «The New York Times».
В 2004 году открыл ресторан «Onera» в Верхнем Вест-Сайде на Манхэттене. Благодаря высококлассной кухне в греческом стиле Псилакис стал восходящей кулинарной звездой.
В 2006 году совместно с ресторатором Донателлой Арпайя открыл ресторан «Anthos» в центре Нью-Йорка. В этом же году журнал «Esquire» назвал его «Шеф-поваром года». Журнал «New York» поместил «Anthos» в список «Лучшие новые рестораны 2008 года», а журнал «Esquire» — в список «Лучшие новые рестораны 2007 года». Также он номинировался на Премию Джеймса Бирда в категории «Лучший новый ресторан».
В 2007 году Псилакис и Арпайя открыли ресторан «Kefi» (бывший «Onera»).
В 2008 году Псилакис и Арпайя открыли ресторан «Mia Dona», кухня которого представляла собой сочетание опыта работы в США с кухнями средиземноморских стран Италии и Греции, откуда были родом родители Донателлы и Майкла. Журнал «The New York Times» присудил «Mia Dona» две звезды. Позднее Псилакис покинул совместный бизнес.
В 2008 году «Anthos» была присуждена звезда Мишлен, а также журналом «The New York Times» он был назван третьим из десяти лучших новых ресторанов. В этом же году журнал «Bon Appétit» назвал Псилакиса «Шеф-поваром года», а журнал «Food & Wine» присудил ему награду «Лучший новый шеф-повар».
В 2009 году открыл гастропаб «Gus & Gabriel» на 79-й улице Манхэттена. Псилакис назвал ресторан в честь своего покойного отца Гаса и четырёхлетнего сына Габриэля. В середине этого же года совместно с Арпайя открыл ресторан «Eos» в гостинице «Viceroy» в Майами (Флорида).
В 2010 году покинул «Anthos» и открыл ресторан «Fishtag» в Верхнем Вест-Сайде.
В 2011—2015 годах открыл четыре ресторана «MP Taverna» в разных районах Нью-Йорка, а именно в Рослине (2011), Эрвингтоне (2012), Астории (2013) и Уильямсберге (2015). В июне 2015 года в Уильямсберге Псилакис также открыл концертный зал «The Hall at MP».
В 2016 году открыл ресторан «Allora Italian Kitchen & Bar».

## Телевизионная карьера
- 2006—2010 — «Iron Chef America[англ.]»;
- 2010 — «Unique Eats[англ.]»;
- 2011 — «Food(ography)»;
- 2009—2011 — «The Best Thing I Ever Ate[англ.]»;
- 2012 — «Big Morning Buzz Live[англ.]»;
- 2012 — «No Kitchen Required[англ.]» (также соисполнительный продюсер);
- 2010—2012 — «Good Morning America»;
- 2014 — «Rachael vs. Guy: Celebrity Cook-Off[англ.]»;
- 2014 — «Cutthroat Kitchen[англ.]»[42];
- 2015 — «Адская кухня»;
- 2015 — «America's Test Kitchen[англ.]»;
- 2015 — «Chopped[англ.]»;
- 2015 — «Guy's Grocery Games[англ.]»;
- 2016 — «Bar Rescue[англ.]»;
- 2014—2016 — «Beat Bobby Flay[англ.]»;
- 2017 — «Today»;
- 2017 — «The Kitchen (TV series)[англ.]»;
- 2017 — «Iron Chef Eats»[43].

## Книги
Псилакис является автором книг «How to Roast a Lamb: New Greek Classic Cooking» (2009, Hachette) и «Live to Eat: Cooking the Mediterranean Way» (2017, Hachette).
Удостоен многочисленных наград, включая Gourmand World Cookbook Award.

## Список ресторанов
- «Fishtag»
- «Kefi»
- «MP Taverna» (четыре ресторана в разных районах Нью-Йорка)
- «The Hall» (концертный зал)[3]

## Личная жизнь
В браке с супругой Анной имеет сыновей Габриэля (род. 2006) и Зака (род. 2011). Семья проживает в Гарден-Сити.

## Комментарии
1. ↑  Данный вариант передачи фамилии на русский язык является транслитерационным, в то время как транскрипционным вариантом является Силакис.